# Али-Баба и сорок разбойников (фильм, 1902)
«Али-Баба и 40 разбойников» (фр. Ali Baba et les quarante voleurs) — французский немой короткометражный фильм Сегундо де Шомона, снятый в 1902 году по мотивам сказки «Али-Баба и сорок разбойников».

## Сюжет
Али-Баба с ослом подходит к скале. Осёл убегает, а Али-Баба лезет через дверь в скале. Вдруг приезжают 40 разбойников, открывается скала и каждый входит с похищенной принцессой. Али-Баба следит за ними и бежит, но скала закрывается. Он думает, что надо сделать, чтобы скала открылась вновь. Вдруг скала открывается и он прячется. Разбойники уходят и скала опять закрывается. Али-Баба приводит своего осла и входит в скалу. Внутри скалы он обнаружил пещеру с золотом, берёт немного золотых монет и уходит. В это время его мама волнуется за него. Приходит Али-Баба и кладёт мешок с золотом. Вместе с мамой он рассматривает мешок. Вдруг заходит его брат Касим и застаёт его с мамой. Али-Баба рассказывает ему о пещере и Касим бежит к пещере. Касим осматривает пещеру и прячется, так как пришли разбойники с кучей похищенных дам. Вдруг Мустафа, главарь разбойников, видит Касима и заставляет всех гостей уходить из пещеры. В итоге в ярости Мустафа отрубает Касиму голову. Разбойники прячутся в горшках. Одна дама случайно узнала о злобном плане и поджигает горшки. Мустафа приходит к Али-Бабе и показал ему танец, который исполняли похищенные Мустафой девушки. Одна девушка раскусила Мустафу. В честь Али-Бабы был устроен праздник.